# Linea dei pilastri
La linea dei pilastri era una serie di 50 cippi confinari nell'isola di Ariano per la demarcazione dei confini tra la Serenissima Repubblica di Venezia e lo Stato Pontificio.

## Storia

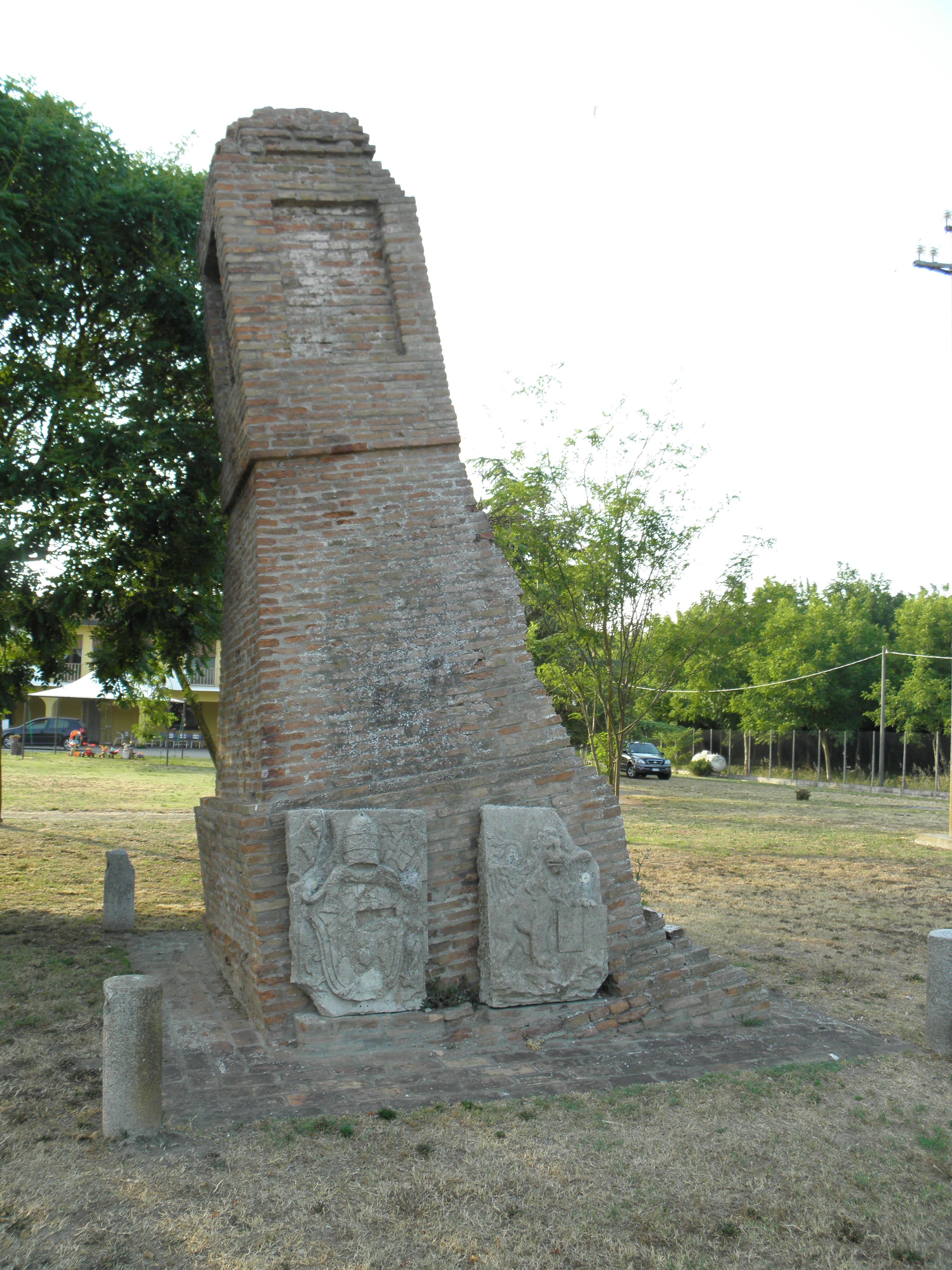
Il cippo di confine, localmente chiamato "La Torre" e che dà il nome alla località, tra la Repubblica di Venezia e lo Stato Pontificio.

I lavori per la costruzione dei segnacoli in mattoni in cotto con gli stemmi in pietra d'Istria iniziarono nel 1749 e terminarono nel 1751. Ne è rimasto solo uno, restaurato, in località Torre, nella frazione di Rivà di Ariano nel Polesine. Altri due, ridotti a ruderi, sono ancora visibili in località Grillara di Ariano. Altre presenze della linea di confine, sotto la forma di stemmi araldici in pietra, rimangono visibili sulle facciate di alcuni edifici. L'accordo del 1749 è denominato anche "Trattato di Ariano".
La necessità del confine certo derivava dalla secolare rivalità tra la Repubblica di Venezia ed il Ducato degli Estensi, al quale subentrò lo Stato Pontificio.
Nel XVI secolo la Serenissima, all'apice della sua potenza, occupò stabilmente solo parte del territorio dell'Isola di Ariano; i maggiori centri abitati rimasero sotto il controllo di Ferrara. Il 27 ottobre 1597, alla morte di Alfonso II d'Este, che non aveva lasciato eredi diretti, papa Clemente VIII annette l'intero Ducato di Ferrara allo Stato Pontificio in quanto il territorio stesso era feudo pontificio; non accettando la successione da Alfonso al cugino Cesare d'Este, anche se la stessa precedentemente era stata riconosciuta dall'Imperatore Rodolfo II.
Nel 1598, nonostante Ariano avesse optato per Venezia, rimase soggetta all'Autorità dello Stato Pontificio, governata dal cardinale legato.
Nel 1600 la Serenissima iniziò la grande opera idraulica, il taglio di Porto Viro, ultimata il 16 settembre 1604.
Nel 1631 i legati pontifici fecero costruire il Forte della Bocchetta, un forte a pianta poligonale, a cavallo del Po della Bocchetta. Il forte era unito al suo interno da un ponte levatoio sul fiume stesso.
Nel 1633 i Veneziani in risposta costruirono il Forte "Donzella" sui nuovi terreni alluvionali formatisi dopo il taglio di Porto Viro, a sud del Po della Donzella (o di Gnocca o Po grande), in parte circondato dal canale dell'Occa, cui faceva da contrapposto un forte dello Stato Pontificio a nord del Po di Goro, nei pressi di Ca' Vendramin in località Forte.
A seguito della Pace di Venezia del 1644, che tra l'altro poneva fine alla prima guerra di Castro, fu raso al suolo in forza delle disposizioni che prevedevano la distruzione di tutte le fortificazioni esistenti nel Polesine.
Era già esistente una labile linea di confine, lo "steccato Pendasi" o "perticato dei Pendasi", che originava in località Brusantina di Corbola diretto ad est lungo il 45º parallelo di latitudine.
Il perticato dei Pendasi era uno steccato in legno che era stato iniziato dai Pendasi, feudatari degli Estensi, detentori dell'utile dominio sul Polesine di Ariano e del tenimento della Mesola, per delimitare le proprietà di alcuni territori alluvionali di nuova formazione e impedire lo sconfinamento del proprio bestiame nei territori della confinante Comunità di Loreo. I Pendasi (citati anche come Pedasi) erano una nobile famiglia originaria di Mantova stabilitasi a Bologna e nel Ducato estense a Ferrara nel XIII secolo. Il "perticato" partiva dalle "vicinanze di Porto Viro", in località Brusantina di Corbola, puntava verso est fino all'"albara", un "pioppo" riconosciuto dalle due comunità come terminazione confinaria e piegava successivamente verso sud sino alla "Sacca di Goro". L'esistenza di questa linea confinaria riconosciuta consentì alla Serenissima di iniziare il taglio di Porto Viro circa un chilometro a nord della stessa, formalmente nel proprio territorio, indebolendo la posizione contraria del Papa, distolto anche dagli impegni relativi al Giubileo del 1600.
Vennero avviate delle trattative tra i due Stati che ebbero luogo a Venezia nel Convento di San Francesco della Vigna. Se ne svolsero 25 dal 7 aprile 1747 al 17 maggio 1748 fra Andrea V Da Lezze e il nunzio apostolico Martino Innico Caracciolo, seguite da altre 16 dal 6 luglio 1748 al 15 aprile 1749 tra il nunzio Caracciolo e il procuratore Alessandro Zen.
Il 15 aprile 1749 venne così stipulato un trattato tra papa Benedetto XIV e il Doge di Venezia Pietro Grimani che regolamentava anche questa questione e, nel 1751, fu completata l'opera di demarcazione del confine dell'Isola di Ariano con la posa di grandi pilastri formati da mattonelle in cotto con gli stemmi della Serenissima e dello Stato Pontificio in pietra d'Istria. Uno dei pilastri è ancora visibile, restaurato, in località Torre, in prossimità della congiunzione tra lo scolo Veneto e lo scolo Brenta.
L'origine ovest della nuova linea di confine conservava lo stesso confine dello steccato dei Pendasi, la località Brusantina di Corbola, ma poi dallo stesso si distaccava progressivamente verso sud-est per centinaia di metri. Dal cantone della Brusantina si dirigeva in diagonale verso il lato superiore dell'antica sacca di Goro, passando per le località Torre e Forte e giungeva al mare virando a sud-est mantenendo la distanza di 322 metri dal Po di Goro. La distanza costante dal Po di Goro consentiva di prolungare un confine certo e riconosciuto verso est man mano che si formavano nuove terre, senza dar luogo a nuovi contenziosi.
Il grande porto naturale dell'antica Sacca di Goro passava così tutto sotto il controllo di Venezia.
I bassorilievi in pietra d'Istria raffigurano sul lato nord il Leone di San Marco con la scritta "Pax tibi, Marce Evangelista meus", e a sud la Tiara con le chiavi pontificie. Il territorio assegnato alla Serenissima entrò a far parte nel 1749 della Podestaria di Loreo, nel Dogado.
La Linea dei pilastri è stata confine tra la Serenissima Repubblica di Venezia e lo Stato Pontificio sino all'invasione di Napoleone Bonaparte nel 1796 e conseguente incorporazione nella Repubblica Cispadana, in forza dell'Armistizio di Bologna e del successivo Trattato di Tolentino.

## Caratteristiche dei pilastri
Nel 1751 al termine dei lavori si contavano 50 pilastri (segnacoli) costruiti con mattoni in cotto. Erano di grandi dimensioni, alti 6,26 metri, tenuti ad una distanza media tra loro di circa mezzo miglio (circa 700 metri attuali).
Gli scultori ai quali venne affidata la realizzazione degli emblemi scelsero una posa iconografica del tutto nuova per la rappresentazione del Leone di San Marco, ora vista di scorcio, a differenza delle mode illustrative precedenti, risalenti al periodo bizantino, romanico e barocco, prevalentemente con vista frontale, differente anche dalle raffigurazioni nel periodo gotico e rinascimentale, che raffiguravano il Leone alato di San Marco con vista di profilo.
Ad avvalorare questa nuova moda di raffigurazione "panoramica" del Leone di San Marco di quel periodo vi è anche il dipinto di Giovan Battista Tiepolo, realizzato in monocromo come un bassorilievo, datato 1752, commissionato per abbellire la sua residenza da Karl Philipp von Greiffenklau, principe vescovo del Vescovato di Würzburg in Baviera.
Ai 50 emblemi araldici del lato veneziano in pietra d'Istria ne corrispondevano altrettanti nello stesso materiale, realizzati negli stessi atelier veneziani con le effigi papali.
Per esse venne scelta una figura sobria, cioè una Tiara papale (copricapo in triplice corona) che sormonta l'araldica Lambertini (il Papa bolognese Benedetto XIV), caratterizzata da bande verticali diversamente texturizzate sullo scudo, mentre ai lati della Tiara spuntano le chiavi di San Pietro.
Gli architetti incaricati Giovanni Giacomelli e Tommaso Temanza scelsero per i pilastri forme essenziali, le sobrie e collaudate pile di tronco-piramidi e parallelepipedi, simili a obelischi, a decorazione acroteriale.
I pochi pezzi marmorei pervenuti ai giorni nostri sono sopravvissuti al periodo iconoclasta napoleonico, che dal 1797 volle i pilastri demoliti assieme a tutte le immagini dei piccoli Stati italiani.